# Superman na Era de Bronze
Superman na Era de Bronze refere-se às contribuições para a história do personagem Superman realizadas pela DC Comics entre 1970 e meados de 1985 e 1986, período que compreende a "Era de Bronze" das histórias em quadrinhos americanas. Sucedendo a "Era de Ouro" (1938-1950) e a "Era de Prata" (1956-1970), esse período histórico é marcado pela maturidade temática das histórias e, Superman, igualmente, seria atingido por por essa tendência, com suas histórias abandonando o tom fantasioso do período anterior e ganhando maior dramaticidade - elementos excessivamente humorísticos como os vilões Bizarro e Mr. Mxyzptlk seriam ignorados, e temas como o racismo nos Estados Unidos e a influência social e política que um super-herói teria sobre a população passariam a ser incluídos nas histórias.
No início da década de 1970, o personagem possuía sete diferentes revistas dedicadas ao seu universo ficcional - Action Comics, Adventure Comics, Jimmy Olsen, Lois Lane, Superboy, Superman e World's Finest - e embora fosse muito popular, criativamente suas histórias estavam estagnadas. Com a aposentadoria do editor Mort Weisinger, responsável pelas histórias durante a "Era de Prata", cada uma das revistas passaria por uma reformulação, com novos profissionais participando da produção das histórias. Dentre estes, destaca-se Julius Schwartz, inicialmente o editor apenas de Superman e World's Finest em 1970, mas que eventualmente se tornaria o responsável por todas as revistas do personagem, acompanhando sua evolução até 1986, quando seria substituído por Andrew Helfer no início da fase histórica seguinte do personagem. Além Schwartz, contribuíram significativamente os editores E. Nelson Bridwell e Murray Boltinoff. Dentre os escritores e desenhistas, destacam-se as contribuições de Jack Kirby, Curt Swan, Denny O'Neil, Elliot S. Maggin e Cary Bates.
Em sua identidade secreta de "Clark Kent", o herói deixaria, a partir de Kryptonite Nevermore! (1971) de ser um repórter do Planeta Diário e passaria a trabalhar na televisão, além de ter seus super-poderes drasticamente reduzidos. Novos personagens seriam inseridos na mitologia, como o vilão Darkseid e os Novos Deuses do "Quarto Mundo", todos criados por Kirby, que, após um período bem-sucedido na Marvel Comics, passaria a trabalhar para a editora concorrente. Os novos roteiristas e editores buscavam inserir temas mais modernos e menos infantis em suas histórias, destacando-se histórias dramáticas como Must There Be a Superman? (1972), em que o personagem encara as consequências positivas e negativas de suas ações; e a bem-intencionada, mas criticada I Am Curious (Black)! (1970), em que a personagem Lois Lane se torna afro-americana por um dia. Mais próximas do final do período, na primeira metade da década de 1980, destacam-se as colaborações de Alan Moore para a história do personagem, com For the Man Who Has Everything (1985) e Whatever Happened to the Man of Tomorrow? (1986).

## Antecedentes e contexto
O historiador e produtor cinematográfico Michael Uslan conseguiu determinar a origem dos termos "Era de Ouro" e "Era de Prata": uma carta publicada na 42ª edição da revista Justice League of America, publicada em dezembro de 1965. Scott Taylor, um leitor de Westport, Connecticut, escreveu para a revista: "Se vocês continuarem trazendo de volta os heróis da Era de Ouro [das décadas de 1930 e 1940], as pessoas daqui vinte anos vão chamar esse período de 'Silver Sixties'!". Uslan acreditava que a hierarquia natural entre ouro, prata e bronze foi determinante para que a nova denominação se tornasse imediatamente popular, e surgisse como uma substituição à quaisquer outras denominações até então utilizadas, passando a ser adotada inclusive por lojistas, que dividiriam as revistas entre as lançadas "na Era de Ouro" e as lançadas "na Era de Prata".
É comumente aceito que a Era de Prata foi sucedida pela Era de Bronze. O marco de transição entre um período e o outro, entretanto, não é claro, e existem diversas possibilidades tanto para o término de uma quanto para o início da outra. O pesquisador Arnold T. Blumberg acredita que a transição entre os dois períodos foi gradual, se estendendo desde o final da década de 1960 até 1973, quando foi publicada pela Marvel Comics a história The Night Gwen Stacy Died - o ápice de um ideal que vários profissionais vinham defendendo naquele período de transição: abordar temas mais maduros, ainda que estes estivessem sendo "filtrados" pela "lente simplista dos super-heróis". Nessa transição, um evento da história de Superman é citado como um possível marco para o início da "Era de Bronze": a aposentadoria de Mort Weisinger. Weisinger fora o editor das revistas do personagem por anos, durante o "Era de Prata"

## Histórico de transição entre "Era de Prata" e "Bronze"

### 1970: A aposentadoria de Mort Weisinger
A década de 1970 marca o término das contribuições do editor Mort Weisinger, que em 1971 se aposentaria, sendo substituído por Julius Schwartz. Alguns historiadores entendem que a "Era de Prata" das histórias em quadrinhos americanas terminou em abril de 1970, mês em que Schwartz - o homem responsável por iniciar o período com a reformulação do herói Flash em Showcase #4 - abandonou o cargo de editor da revista Green Lantern, protagonizada por um dos heróis que ele havia ajudado a reinventar, em favor de Denny O'Neil e Neal Adams. Na coluna "Scott's Classic Comics Corner", um dos jornalistas do site americano Comic Book Resources apontaria diversas possibilidades para a sucessão e, embora uma das mais aceitas fosse a publicação de Green Lantern/Green Arrow #76, a primeira história de O'Neil e Adams, houve outros eventos significativos naquele período, incluindo a aposentadoria de Weisinger, evento que poderia ser entendido como o ponto de transição entre a "Era de Prata" e a "Era de Bronze".
Em novembro de 1968 fora publicada a primeira alteração significativa na formatação das capas de Action Comics: Ao invés de exibir apenas o logo da revista, a edição 369 inclui, acima do logo, uma indicação expressa de que a revista possuía histórias de "Superman e Supergirl" na revista, bem como uma imagem dos dois ao lado do título da revista. Este padrão continuaria sendo adotado por todas as edições publicadas não apenas em 1969 - após as histórias da Supergirl serem substituídas pelas da Legião dos Super-Heróis, o nome da personagem foi substituído pelo da equipe, e sua imagem suprimida - mas também nas primeiras edições publicadas durante a década de 1970. Em outubro de 1970, a imagem de Superman na capa foi levamente alterada, e as indicação acima do logo tratava do enredo daquela edição. À época, a revista ainda publicava histórias de outros personagens, mas eles recebiam pouca atenção nas capas. A partir da edição 419, publicada em 1972, isso foi alterado: tais histórias receberam o título de "Action Plus" e passariam a ser mencionadas nas capas da publicação. O primeiro personagem a figurar nesse "novo" segmento foi Christopher Chance, o Alvo Humano.
Anualmente, Weisinger já vinha tentando se desligar do trabalho de editor das revistas de Superman, mas as negociações com Jack Liebowitz sempre levavam à reajustes no salário e sua permanência por mais um ano. Em 1967, a DC Comics foi vendida ao grupo Kinney Publishing, e no ano seguinte, o grupo também adquiriu a Warner Bros.. Um grande conglomerado de escritórios reunia as diferentes empresas, e a DC passou por algumas alterações no seu quadro de funcionários: Liebowitz designaria o desenhista Carmine Infantino, responsável por uma série de bem-sucedidas revisões no design dos personagens da DC, como "diretor editorial". Infantino, por sua vez, promoveria as próprias alterações, designando outros artistas para ocuparem funções administrativas. Eventualmente, Liebowitz decidiria se aposentar, e permitiria que Weisinger o acompanhasse. Ambos se desligariam da editora em 1970.

### 1970-1971: As "incríveis novas aventuras" emSuperman

Superman #233

Após a aposentadoria de Weisinger, Infantino convidaria Julius Schwartz para substituí-lo como editor da revista Superman, mas este recusaria o convite, por acreditar que não havia como contribuir significativamente para a história do personagem, que já havia se estabilizado criativamente. Infantino, então, convidou Schwartz a identificar os pontos em que o personagem havia "estagnado" e mudá-los, e ele apontou sua vontade de alterar desde o visual do personagem, fazendo com que os futuros desenhistas incluíssem roupas diferentes do paletó usualmente utilizado por Clark Kent, até caractéristicas significativas, como a própria profissão de Kent, que Schwartz acreditava deveria um ser telejornalista.
Após a editora ter autorizado as mudanças, Schwartz começou a trabalhar na reformulação que pretendia executar, reunindo aqueles que acreditava ser os melhores profissionais do mercado: o renomado escritor Denny O'Neil seria o roteirista, Neal Adams seria o artista responsável pelas capas da revista e Murphy Anderson trabalharia como arte-finalista dos desenhos de Curt Swan, que continuaria como o artista principal da revista.
Para o historiador Les Daniels, "a equipe reunida para [trabalhar com] o novo Superman era similar ao supergrupos de roqueiros virtuosos que se populares na época". A primeira edição da nova equipe seria Superman #233, e logo no início, as principais mudanças ocorreriam: a kryptonita perdeu seu efeito nocivo sobre o herói, que na sua identidade secreta deixaria de trabalhar no Planeta Diário, passando a ser um repórter numa emissora de televisão. As novas roupas utilizadas por Clark Kent nas histórias, e a elegância com que Clark Kent passou a se vestir chamaram a atenção da mídia - o visual do personagem foi alvo de reportagens na revista Gentlemen's Quarterly e no programa The Today Show. Superman #233 adotava um sobretítulo - The Amazing New Adventures of - que, somado aos garrafais dizeres em sua capa - number 1 best-selling comics magazine - pareciam indicar que aquela tratava-se de uma nova revista, The Amazing New Adventures of Superman #1. Embora não fosse uma nova versão da revista, o personagem estava, de fato, entrando numa nova fase.

## As histórias na Era de Bronze

### 1970-1971: Julius Schwartz e os outros editores substitutos de Weisinger
Com a aposentadoria de Weisinger, diferentes editores assumiriam cada uma das revistas de Superman então publicadas. Ao passo que Schwartz assumiu o comando de Superman, Murray Boltinoff se tornaria o editor de Action Comics. À época, o grupo editoral do personagem compreendia ainda outras cinco revistas em publicação: Adventure Comics, Superboy, Lois Lane, Jimmy Olsen e World's Finest. Inicialmente, Schwartz acumularia o cargo de editor de Superman com o de World's Finest, revista onde eram publicadas as histórias de Superman em parceria com Batman; Boltinoff por sua vez acumularia Superboy, com as histórias do jovem Superman, e Jimmy Olsen, com as histórias do personagem homônimo com Action Comics; Mike Sekowsky se tornaria o editor de Adventure Comics, onde eram publicadas as histórias de Supergirl; e o editor de Lois Lane a partir de 1970 seria E. Nelson Bridwell.
Embora agissem separadamente, todos os editores possuíam um objetivo comum: tornar as revistas menos fantasiosas, produzindo histórias mais "realistas" e em sintonia com a época. Boltinoff trabalharia com Leo Dorfman e Cary Bates em Action Comics e nem sempre havia muito respeito às mudanças então implementadas em Superman - Bates continuaria utilizando em suas histórias um dos elementos fantasiosos que Schwartz explicitamente queria se livrar: os "super-robôs" da Fortaleza da Solidão. A necessidade de produzidas histórias cujas tramas fossem "modernas" nem sempre era bem-sucedida: em outra edição da revista, Superman chegou a enfrentar "os perigos do rock n' roll", que um vilão musical utilizava para transformar os jovens em criminosos. Uma história significativa do período se deu em Lois Lane #106, logo no início da reformulação em 1970: por um dia a personagem se transformava numa afro-americana.

### 1970-1972: Jack Kirby, Superman e o "Quarto Mundo"

Superman's Pal Jimmy Olsen #133

Em 1970, o popular quadrinhista Jack Kirby decidiria não mais continuar trabalhando na Marvel Comics. Kirby era um desenhista extremamente popular, considerado um profissional-chave da editora, e fora responsável pela criação de diversos personagens, incluindo o Quarteto Fantástico. Mas o consagrado "Rei dos Quadrinhos" havia se cansado das restrições editoriais que impediam maiores liberdades criativas nas novas histórias, e o convite de Carmine Infantino para trabalhar livremente na editora concorrente foi bastante atraente. A mudança de empregadores acidentalmente criaria uma rixa entre as duas editoras, embora entenda o jornalista Jota Silvestre que a rivalidade entre Marvel e DC tenha sido "alimentada muito mais pelos fãs e estudiosos que pelos próprios protagonistas", a saída do principal artista da Marvel Comics para uma editora concorrente é considerada por ambos os lados como um dos maiores marcos da história dos quadrinhos e é apontado como um possível marco transitório entre a "Era de Prata" e a "Era de Bronze".
Kirby estava particularmente insatisfeito com a falta de reconhecimento que tinha na Marvel, e uma das suas exigências era atuar sozinho nos roteiros das revistas que participasse. Infantino concordou, e a editora firmou um vantajoso contrato com o artista, que pode escolher em qual das revistas da editora gostaria de trabalhar primeiro. Kirby escolheu a revista Jimmy Olsen por ser a única, dentre as publicações de Superman, que não possuía uma equipe fixa que produzisse histórias de forma regular e, a partir da edição 133, assumiu os roteiros e a arte. Nos desenhos, Al Plastino contribuiria na arte-final, algumas vezes chegando a redesenhar os quadros produzidos por Kirby, cujo traço característico era muito diferente dos desenhos de Curt Swan. Para "padronizar" a arte nas diferentes revistas, Plastino alterava os desenhos de Kirby. Foi em Jimmy Olsen que surgiu o vilão Darkseid, o primeiro dos personagens do "Quarto Mundo", história que ele desenvolveria nos anos seguintes não apenas na revista, mas também em outras séries próprias, como New Gods, Mister Miracle e Forever People. A série de histórias é considerada a obra-prima de Kirby e entre as edições 135 e 138 de Jimmy Olsen foi publicada uma das mais criativas tramas de Kirby, visual e narrativamente - Kirby explorou as diferentes formas de ilustração, incluindo fotografias e colagens e produziu uma das primeiras histórias em quadrinhos a lidar com clonagem humana.

### 1971-1972: A saída de Denny O'Neil deSupermane sua sucessão
Cerca de um ano após ter tomado à frente dos roteiros de Superman, e insatisfeito com a o que via como a sua "incapacidade de fazer jus" ao personagem em seus roteiros, Denny O'Neil decidiria se desligar da revista. Schwartz, então, começaria a trabalhar com alguns escritores que, embora menos experientes, não foram menos inventivos de O'Neil. Dentre os sucessores do popular escritor estão Cary Bates, Elliot S! Maggin e Martin Pasko. Bates contribuiria em uma série de histórias, substituindo O'Neil a partir de Superman #243, ignorando as alterações anteriormente realizadas e, entre Action Comics 480 e 483 escreveria uma série de confrontos entre Superman e o vilão Amazo. Suas histórias são vistas como a representação do personagem na "Era de Bronze": um herói experiente, mas que não age como "escoteiro". Maggin, por sua vez, contribuiria com uma das mais significativas histórias do personagem: Must There Be a Superman?, publicada em Superman #247, se tornou conhecida por sua dramaticidade, ao colocar o personagem se questionando se suas ações tinham um efeito positivo sobre a humanidade, ou se ele já estava intervindo de tal forma que as pessoas estavam começando a se tornar dependentes de sua ajuda.

### 1973: Martin Pasko e Bizarro

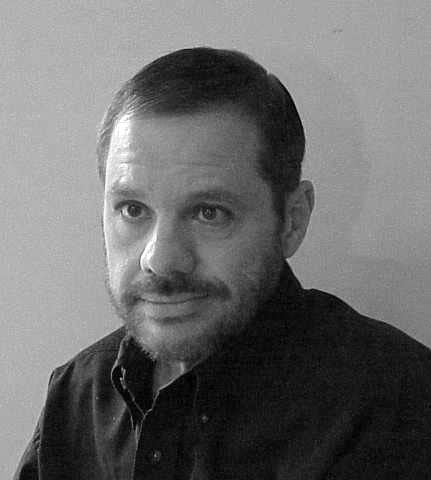
O escritor Martin Pasko removeu o apelo cômico de Bizarro na "Era de Bronze".

Como parte do objetivo de tornar as histórias mais "realistas" e menos "fantasiosas", personagens excessivamente humorísticos como Mr. Mxyzptlk e o Bizarro foram completamente ignorados pelas novas histórias. O vilão Bizarro surgiu dentro do período histórico entendido como "Era de Prata", e, dentro do universo ficcional, fora uma criação de Lex Luthor, que tentava usar um "raio duplicador" para produzir uma cópia de Superman. O resultado fora uma criatura que apresentava características "invertidas" em comparação com o herói, possuindo "visão congelante" e ao invés de "visão de calor", como Superman.
O uniforme de Bizarro tinha um "S" invertido e ele usava uma placa com os dizeres "Bizarro #1", para se diferenciar dos demais "Bizarros" que habitavam o Mundo Bizarro, planeta onde ele passou a morar com sua esposa, "Lois Lane Bizarro" e que foi povoado por clones dos dois. Se no período em que Weisinger esteve à frente das revistas Bizarro se tornara um dos elementos mais comumente presentes nas história, o oposto se daria na "Era de Bronze", quando o editor Julius Schwartz e sua equipe tentariam abordar histórias de maior dramaticidade. A única aparição do personagem nesse período foi numa história escrita por Martin Pasko para as edições 305 e 306 da revista Superman, onde o personagem perdeu todo o apelo cômico-infantil, sendo caracterizado como um monstro ferroz e irracional.

### 1976: O primeirocrossover
Em 1975, a Marvel Comics e a DC tiveram sua primeira publicação conjunta: uma versão em quadrinhos do filme O Mágico de Oz. À época, a Marvel pretendia realizar uma versão em quadrinhos do livro de L. Frank Baum, mas a DC já havia adquirido junto a MGM os direitos para criar uma versão do filme. Os dois grupos então, decidiram se unir para publicar uma única revista, numa colaboração até então inédita. Um ano depois, o roteirista Gerry Conway e o arte-finalista Dick Giordano, da DC, produziriam, ao lado do desenhista Ross Andru, da Marvel, um edição especial, publicada em formato tabloide, intitulada Superman vs. the Amazing Spider-Man. A revista foi o primeiro crossover entre os personagens das duas editoras, e apresentou alguns dos conceitos que futuramente se tornariam clichês nesse tipo de história: na trama, os dois heróis primeiramente se enfrentavam, por acreditarem que o outro era um novo vilão, e, após os esclarecimentos, se uniam contra uma ameaça comum, no caso, os vilões Lex Luthor e Doutor Octopus.

### 1978: Os 40 anos de Superman eAction Comics

O casamento do Superman da Terra 2 foi publicado em Action Comics #484.

Durante a década de 1970, outros personagens teriam histórias suas publicadas em Action Comics, como o Arqueiro Verde, Ray Palmer e o Superman da Terra 2, que, em 1978 foi o protagonista da 484ª edição de Action, que comemorava o aniversário de 40 anos de publicação da revista e do personagem. Na história, após ter sua memória temporariamente apagada por um vilão, Clark Kent esquece que é também o Superman e, passando seus dias integralmente como repórter, acaba finalmente se envolvendo romanticamente com Lois Lane, a quem pede em casamento. Lois acaba deduzindo que Clark e Superman são a mesma pessoa, e após fazer com que o personagem recobre sua memória, casa-se com ele.
À época, a revista já era lançada sob o título Superman's Action Comics, que havia sido adotado pela primeira vez em dezembro de 1975, em Action Comics #454 e continuaria sendo utilizado até maio de 1979, quando passou a ser adotado na capa da revista o título Superman starring in Action Comics.
A capa de Action Comics #484, produzida por Jose Luis García-López, não trazia nenhuma indicação explícita de que era o Superman da Terra 2  o protagonista da história, o que levou alguns leitores a acreditar que seria o Superman da continuidade convencional que estaria se casando na história. García-Lopez foi o responsável apenas pela arte da capa daquele edição - o desenhista do histórico casamento foi Curt Swan - mas vinha se tornando, desde 1974, quando começou a trabalhar para a editora, um dos desenhistas mais bem-sucedidos do personagem.
Sua popularidade junto ao público era tamanha que veio a produzir um "Guia de estilo" da editora, detalhando como retratar não apenas Superman, mas cada um dos personagens da DC Comics não apenas nos quadrinhos, mas também em produtos licenciados.

## Outroscrossoverse "histórias imaginárias"
Superman vs. the Amazing Spider-Man foi o primeiro crossover protagonizado por Superman e mostrou-se um experimento tão bem-sucedido que antes que a década terminasse a DC Comics publicaria outros três especiais, também adotando o formato tabloide: Superman vs. Wonder Woman, Superman vs. Shazam e Superman vs. Muhammad Ali. O crossover com a Mulher-Maravilha foi produzido em razão do sucesso da série televisiva então exibida e teve Gerry Conway como roteirista, e arte por Jose Luis García-López. Conway também seria o roteirista responsável pelo roteiro do crossover com o herói Shazam/Capitão Marvel, que teve Rich Buckler e Dick Giordano colaborando na arte. O único dos quatro crossovers publicados na década de 1970 a não ter Conway como roteirista foi Superman vs. Muhammad Ali, publicado em 1978. Escrito por Denny O'Neil e ilustrado por Neal Adams, o especial colocou Superman enfrentando o popular boxeador Muhammad Ali.
Na década de 1970, uma série de "histórias imaginárias", não pertencentes à continuidade oficial nem da Terra 1 nem da alternativa "Terra 2" começaram a ser publicadas na revista World's Finest. Conhecida como "A Saga dos Superfilhos", a trama teve início em 1973, na 215ª edição da revista, e mostrava como "Clark Kent Jr." e "Bruce Wayne Jr." decidiam se tornar super-heróis, seguindo o exemplo de seus pais famosos. As aventuras dos personagens continuariam a ser publicadas continuadamente até World's Finest #242, em 1976. As tramas eram auto-contidas e, diferentemente das demais histórias publicadas pela editora, mostravam os protagonistas enfrentando situações não convencionais, geralmente apresentando em sua conclusão alguma "lição de moral" que os jovens heróis compartilhavam com os leitores. Após o término da série, os personagens voltariam a ser destacados na revista apenas em 1980, em World's Finest #263.
A partir da década de 1980, foi a revista Superman que passou a ser palco de outras histórias do mesmo gênero. Denominadas "Just Imagine" cada trama possuía cerca de oito páginas e apresentava uma versão alternativa da história de Superman. Cada edição da revista apresentava uma história diferente da anterior, apresentando situações alternativas no passado ou no futuro do herói. Dentre as histórias apresentadas destaca-se Just Imagine Bruce (Superman) Wayne e Just Imagine Superman 2020. A primeira mostrava o foguete que trouxe Superman à Terra caindo em Gotham City, fazendo com que Superman fosse o filho adotivo de Thomas e Martha Wayne, numa mistura com a história de origem de Batman; a segunda trama, por sua vez, apresentou pela primeira vez "Kalel Kent", um neto do Superman original.

## O fim da "Era de Bronze" e sua sucessão

### Superman e a obra de Alan Moore

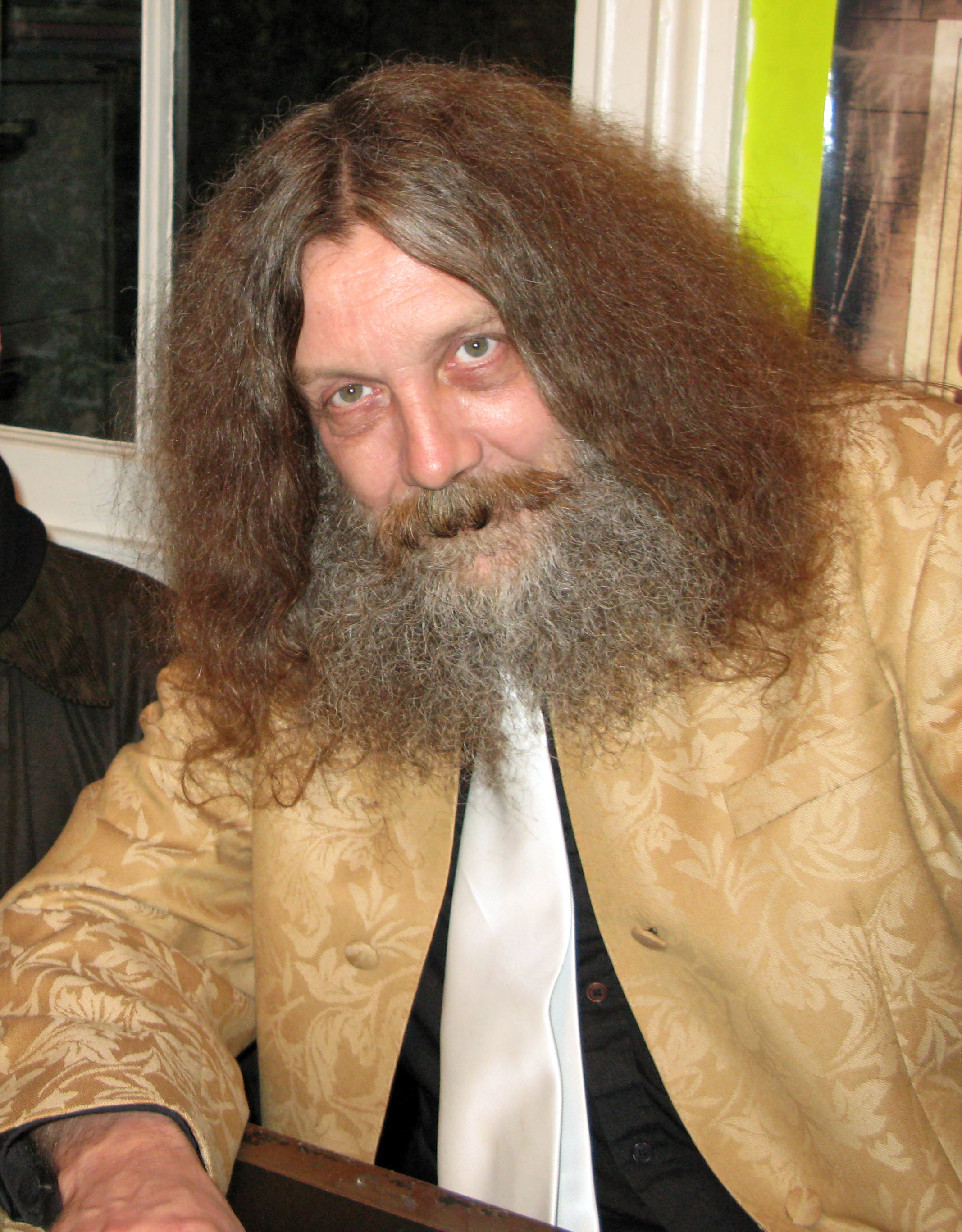
O inglês Alan Moore escreveu Whatever Happened to the Man of Tomorrow?, a "última história" de Superman, e também Watchmen, uma obra cuja originalidade e temas maduros encerraria a "Era de Bronze".

É comumente aceito que a "Era de Bronze" veio a terminar em 1986, ano em que foram publicadas as três obras comumente apontadas como marco transitório para o período histórico seguinte: as minisséries Crise nas Infinitas Terras, The Dark Knight Returns e Watchmen. Cada uma, a seu modo, representariam uma "quebra" com o que fora estabelecido até então. Enquanto Crise seria um grande e épico crossover, cuja trama encerraria toda a continuidade até então estabelecida, TDKR e Watchmen são vistos como as mais maduras obras em quadrinhos até então produzidas - a concretização dos ideais estabelecidos, mas nunca verdadeiramente atingidos na "Era de Bronze"
Antes de Watchmen ser integralmente publicada, Moore contribuiria com duas histórias de Superman: em 1985, For the Man Who Has Everything; e, em 1986, a última e mais significativa, Whatever Happened to the Man of Tomorrow?, publicada em duas partes em Superman #423 e Action Comics #583.
A conclusão de Crise representaria não apenas o fim da continuidade ficcional, mas também "o fim" de Superman. Whatever Happened to the Man of Tomorrow?, foi desenhada por Curt Swan com a colaboração de Kurt Schaffenberger e George Pérez, e foi a última história publicada nas revistas do personagem sob o comando do editor Julius Schwartz e foi produzida com o objetivo de representar qual seria "a última" história da revista e do personagem, encerrando tudo que havia sido escrito até então - a história seria inicialmente seria inclusive roteirizada por Jerry Siegel, criador do personagem, que, embora tenha se mostrado bastante entusiasmado com a ideia, declinou o convite.
Embora entenda-se que a "Era de Bronze" tenha se encerrado em 1986, não há consenso sobre a denominação ou a duração do período histórico seguinte. Comumente entende-se que 1986 deu início à "Era das Trevas", dada às características sombrias das histórias do período, que teria se estendido até aproximadamente o final da década de 1990, quando foi sucedido pela "Era Moderna", mas essa denominação não é amplamente aceita: o surgimento da "Image Comics" em 1992 é tido tanto como um marco da "Era Sombria" quanto o início da "Era Image", um outro período histórico, com características distintas. Uma divisão mais simples estabelece a "Era Moderna" dos quadrinhos tendo início em 1986, ainda que alguns historiadores defendam a inaplicabilidade da divisão em "Eras" além das histórias produzidas na "Era de Prata".

### As últimas histórias de Julius Schwartz

Action Comics #544

Pouco antes de encerrar seu trabalho como editor, Schwartz tentou realizar, em 1983, uma reformulação na mitologia de Superman, menor do que aquela que ocorreria pelas mãos de seus sucessores. Ele convidou Cary Bates, roteirista da revista Superman, e Marv Wolfman, que escrevia Action Comics à epoca, para apresentarem propostas para reformular os dois maiores vilões de Superman, Brainiac e Lex Luthor. A proposta de Wolfman para Lex Luthor era fazer com que o vilão deixasse de ser um típico "cientista louco" e fosse redefinido como um influente e inescrupuloso empresário de Metrópolis, cuja inteligência lhe permitiu tornar-se um dos homens mais ricos do mundo.
O escritor sempre questionou qual seria a fonte dos recursos de Luthor, tendo declarado, quanto ao personagem: "Eu nunca 'acreditei' no Luthor original. Todas as histórias começavam com ele fugindo da prisão, encontrando algum robô gigante que ele havia escondido num laboratório secreto em algum lugar, e terminavam com ele derrotado. Minha visão era de que, se ele podia bancar todos esses laboratórios e robôs gigantes, ele não precisaria roubar bancos. Eu também pensei que Luthor não poderia ter super-poderes. Todos os outros vilões tinham super-poderes. O 'poder' de Luthor era sua mente. Ele tinha que ser mais esperto que Superman. Os poderes de Superman tinham que ser inúteis contra Luthor porque eles não poderiam enfrentar um ao outro fisicamente, e Superman simplesmente não era mais esperto que Luthor. Eu pensei que Luthor deveria ser tão 'legal' quanto possível, e seus crimes deveriam ser tão brilhantemente concebidos que Superman não poderia acusá-lo. A melhor forma de conseguir isso era transformá-lo num empresário/cientista". Sua proposta, entretanto, acabou não sendo imediatamente aceita, porque Schwartz não queria que um único escritor cuidasse da reformulação dos dois vilões, por isso Wolfman acabaria escrevendo apenas Rebirth!, dedicada à Brainiac.
Na comemorativa 544ª edição de Action Comics, como parte da celebração de 45 anos da revista e da criação do herói, foram publicadas Luthor Unleashed, por Bates, e Rebirth, por Wolfman. Enquanto em Luthor Unleashed o vilão desenvolve uma armadura que lhe equipara a Superman, em Rebirth! Brainiac converte toda a sua massa corporal em energia, transformando-se num ser robótico. A comemorativa reformulação dos vilões é considerada uma das melhores histórias de Superman produzidas entre 1938 e 2013 e Rebirth inclusive foi incluída em 2013 no livro Superman: A Celebration Of 75 Years, uma edição especial reunindo as mais importantes histórias publicadas desde a criação do personagem. Wolfman utilizaria a sua rejeitada proposta para reformular Luthor em outro vilão, Vandal Savage, numa série de histórias publicadas também em Action Comics. Outra edição significativa do período foi disponibilizada em 1984: Action Comics #554, onde foi publicada "If Superman Didn’t Exist…", uma história homenageando os criadores do personagem escrita por Marv Wolfman.

### Término e transição
Seguido a uma expressiva queda nas vendas durante a década de 1970 e a primeira metade da década de 1980, o editor Andrew Helfer recebeu da DC Comics a incumbência de escolher os escritores que trabalhariam nas revistas de Superman após a conclusão do evento Crise nas Infinitas Terras. Para as revistas de Superman, o crossover representaria o término de toda a continuidade estabelecida desde 1938. Essa reformulação, promovida a partir de 1986, realizou profundas modificações em toda a mitologia do personagem a partir de 1986. O vilão Lex Luthor, enfim, deixou de ser caracterizado como um "cientista louco" e passou a ser apresentados nas histórias como um empresário corrupto dono de diversas empresas na cidade de Metrópolis. No processo, uma nova origem e caracterização para Superman foi elaborada a partir da minissérie The Man of Steel e das histórias publicadas entre 1986 e 1988.